# Along Came a Spider (Album)
Along Came a Spider ist das am 29. Juli 2008 veröffentlichte 25. Studioalbum und 18. Soloalbum des Rockmusikers Alice Cooper.

## Hintergrund
Alice Cooper schlüpft in dem Album in die Rolle des Serienkillers Spider, der seine ausschließlich weiblichen Opfer in Spinnenseide einhüllt. Spider will eine eigene Spinne erschaffen, weshalb er jedem seiner Opfer ein Bein abtrennt. Nachdem er bereits sieben Opfern ein Bein abgetrennt hat, kommt es beim achten zu Komplikationen, da sich Spider in sein letztes Opfer verliebt.

Cooper sagte zur Machart des Albums: 

„Ich arbeite gerne so: Eine Geschichte in einzelnen Songs erzählen, die gemeinsam ein zusammengehöriges Konzept ergeben, aber auch für sich alleine funktionieren.“

Für das Songwriting und die Produktion gewann Cooper Greg Hampton und Danny Saber, außerdem wirkten der Bassist seiner Band, Chuck Garric, der Gitarrist Keri Kelli, Ozzy Osbourne und Warrant-Sänger Jani Lane an der Entstehung einzelner Lieder mit. Lane und Osbourne waren jedoch nicht an den Aufnahmen beteiligt. Für Vengeance is Mine übernahm Slash die Leadgitarre.
Along Came a Spider wurde am 29. Juli 2008 auf CD und über Online-Musikdienste veröffentlicht, in Deutschland war das Album außerdem als Schallplatte erhältlich. Das Albumcover der Schallplattenausgabe unterschied sich dabei von dem der CD-Ausgabe.

## Titelliste
| Nr. | Titel                              | Autor(en)                                       | Gastmusiker | Länge |
| --- | ---------------------------------- | ----------------------------------------------- | ----------- | ----- |
| 1.  | I Know Where You Live              | Alice Cooper, Danny Saber, Greg Hampton         |             | 4:21  |
| 2.  | Vengeance Is Mine                  | Cooper, Saber, Hampton                          | Slash       | 4:26  |
| 3.  | Wake the Dead                      | Cooper, Saber, Ozzy Osbourne                    |             | 3:53  |
| 4.  | Catch Me If You Can                | Cooper, Saber, Hampton                          |             | 3:15  |
| 5.  | (In Touch with) Your Feminine Side | Cooper, Chuck Garric, Keri Kelli, Damon Johnson |             | 3:16  |
| 6.  | Wrapped in Silk                    | Cooper, Saber, Hampton                          |             | 4:17  |
| 7.  | Killed By Love                     | Cooper, Garrick, Kelli, James Bacchi            |             | 3:34  |
| 8.  | I’m Hungry                         | Cooper, Saber, Hampton                          |             | 3:58  |
| 9.  | The One That Got Away              | Cooper, Kelli, Jani Lane                        |             | 3:21  |
| 10. | Salvation                          | Cooper, Saber, Hampton, Bernard Fowler          |             | 4:36  |
| 11. | I Am the Spider                    | Cooper, Saber, Hampton                          |             | 5:21  |

2010 wurde das Album mit zusätzlichen Liedern erneut veröffentlicht.
| Nr. | Titel                              | Autor(en)                                        | Gastmusiker | Länge |
| --- | ---------------------------------- | ------------------------------------------------ | ----------- | ----- |
| 1.  | I Know Where You Live              | Alice Cooper, Danny Saber, Greg Hampton          |             | 4:21  |
| 2.  | Vengeance Is Mine                  | Cooper, Saber, Hampton                           | Slash       | 4:26  |
| 3.  | Wake the Dead                      | Cooper, Saber, Ozzy Osbourne                     |             | 3:53  |
| 4.  | Catch Me If You Can                | Cooper, Saber, Hampton                           |             | 3:15  |
| 5.  | (In Touch with) Your Feminine Side | Cooper, Chuck Garrick, Keri Kelli, Damon Johnson |             | 3:16  |
| 6.  | Wrapped in Silk                    | Cooper, Saber, Hampton                           |             | 4:17  |
| 7.  | Killed By Love                     | Cooper, Garrick, Kelli, James Bacchi             |             | 3:34  |
| 8.  | I’m Hungry                         | Cooper, Saber, Hampton                           |             | 3:58  |
| 9.  | The One That Got Away              | Cooper, Kelli, Jani Lane                         |             | 3:21  |
| 10. | Salvation                          | Cooper, Saber, Hampton, Bernard Fowler           |             | 4:36  |
| 11. | I Am the Spider                    | Cooper, Saber, Hampton                           |             | 5:21  |
| 12. | Shadow of Yourself                 | Cooper, Saber, Hampton                           |             | 3:29  |
| 13. | I’ll Still be There                | Cooper, Saber, Hampton                           |             | 3:50  |
| 14. | Salvation (Unplugged)              | Cooper, Saber, Hampton, Fowler                   |             | 4:46  |

## Rezeption
Chris Steffen vom Rolling Stone vergab für Along Came a Spider 3/5 Sternen. Er hebt das Album in textlicher Hinsicht hervor, beklagt aber, dass musikalisch die Einflüsse von Coopers langjährigem Produzenten Bob Ezrin fehlen.
Für das Album holte sich Cooper Greg Hampton und Danny Saber, die auch beide am Songwriting beteiligt waren. Musikalisch bewege sich das Album zwischen gesundem Retro und topmodern. Bemängelt wird der Schlagzeugsound, der „etwas zu saftlos daher kommt“.
Frank Thiessies von Metal Hammer sieht das Album in Tradition zu den Vorgängern Welcome to My Nightmare und The Last Temptation, „garniert mit einem Spritzer Zeitgeist“. Das Lied Wake the Dead erinnere an Becks Devil’s Haircut und „mit seinen extrem verzerrten Gitarren und der etwas eigenwilligen Hookline mit dominantem Bass an einen Bastard aus Industrial Danzig und Psychedelic Ozzy“. Wrapped in Silk sei, was den Rhythmus betrifft, vergleichbar mit David Bowie.
Den Vergleich mit Bowie zieht auch Alexander Cordas von laut.de: „So wohnt der morbiden Ballade „Killed By Love“ und dem theatralischen „Salvation“ ganz unverhohlen ein Ziggy Stardust-Flair inne. Die beiden Songs zählen aber zum besten Bowie-Rip-Off der letzten Jahre.“ Besonders hervorgehoben werden die Lieder Vengeance is Mine und Killed by Love, das als Hommage an die Beatles angesehen wird („pays homage musically to the Beatles’ „Don’t Let Me Down““).
Die Musik breche mit dem „handlichen Songformat der Vorgängerplatten,“ Along Came a Spider sei „ein herrlicher Brocken von einem Album,“ es rocke „düster, drückend und fies,“ schrieb Daniel Böhm für Rocks und fragte sich, wer sich wohl jemals gedacht habe, dass eine „solch ruppige und theaterartig inszenierte Mischung aus Killers, Welcome to My Nightmare, The Eyes of Alice Cooper und Brutal Planet so gut funktionieren“ könne.